# Jakob Fuchs (Politiker)
Jakob Fuchs (* 31. März 1891 in Eppelborn; † 1. Dezember 1969 in St. Wendel) war ein saarländischer Bildhauer und Politiker der CVP.

## Leben und Beruf
Fuchs, Sohn eines Bergmanns, begann im April 1905 eine Lehre zum Bildhauer, diese schloss er im Oktober 1908 mit der Gesellenprüfung ab. 1913 übernahm er ein Steinbildhauergeschäft in Dirmingen. Von 1915 bis 1918 nahm er als Soldat am Ersten Weltkrieg teil. Danach übernahm er ein Bildhauergeschäft in St. Wendel und ließ sich in der Stadt nieder.
1933 schloss er sich dem Deutschen Reichskriegerbund „Kyffhäuser“ an, den er im Jahr darauf aber wieder verließ. Am 15. Juni 1942 wurde er ins Strafgefängnis Saarbrücken eingeliefert. Rund zwei Monate später, am 14. August 1942, wurde er wegen Vergehen gegen das Heimtückegesetz vor dem Sondergericht Saarbrücken angeklagt, mangels hinreichender Beweise wurde er jedoch freigesprochen.
Fuchs war seit dem 10. September 1921 mit Helene, geborene Kaster, verheiratet. Das Paar hatte zwei Kinder.

## Politik
Nach dem Zweiten Weltkrieg war Fuchs Gründungsmitglied der CVP, bis Ende 1950 war er auch deren Kreisvorsitzender im Landkreis St. Wendel. Bei der Landtagswahl 1952 wurde er in den Landtag des Saarlandes gewählt. Diesem gehörte er bis zur vorzeitigen Auflösung im Dezember 1955 an.

## Öffentliche Ämter
Von 1946 bis 1956 war Fuchs ehrenamtlicher Bürgermeister der Stadt St. Wendel. Er gehörte außerdem dem Vorstand und später dem Aufsichtsrat der Volksbank St. Wendel an.

## Denkmale
Die Kriegsdenkmäler in den heutigen Stadtteilen Werschweiler, Niederlinxweiler und Oberlinxweiler wurden  von Jakob Fuchs zwischen 1924 und 1927 errichtet. Sein Unternehmen errichtete nach dem Zweiten Weltkrieg  nach einem Entwurf von Theo Siegle ein weiteres Kriegerdenkmal in St. Wendel.